# Stuart Attwell
Stuart Steven Attwell (født 6. oktober 1982) er en engelsk fodbolddommer fra Leeds. Han debuterede som 25 årig i Premier League i 2008 som den yngste dommer nogensinde. Fra 2009 sæsonen har han dømt internationalt under det internationale fodboldforbund FIFA. Forfremmelsen til FIFA-dommer var meget atypisk, da Atwell kun havde dømt 4 kampe i Premier League ved udnævnelsen.

## Karriere
I en kamp mellem Reading og Watford i den næstbedste engelske række, the Championship, i 2008 blev Attwell for alvor kendt, da han godkendte en scoring, hvor bolden aldrig havde været i mål. Linjedommeren markerer fejlagtigt for mål, hvorefter Attwell godkender scoringen.
Den 26. december 2017 underkender han fejlagtigt sin linjedommer i kampen mellem Bournemouth og West Ham, da en Bournemouth-spiller scorer i en offside-position samt tager hånden til hjælp. Linjedommeren har set situationen, men Attwell anerkender målet og kampen ender 3-3.